# Holopogon nobilis
Holopogon nobilis är en tvåvingeart som beskrevs av Friedrich Hermann Loew 1869. Holopogon nobilis ingår i släktet Holopogon och familjen rovflugor. Inga underarter finns listade i Catalogue of Life.